# Triturus marmoratus
El tritón jaspeado (Triturus marmoratus) es una especie de anfibio caudado de la familia Salamandridae común en Europa.
Alcanza los 15 o 16 cm de longitud. Su coloración verde le distingue de otros tritones europeos. Durante la época de cría, el verde se torna más vivo y el macho adquiere una gran cresta dorsal salpicada por listas verticales blancas, negras y naranjas. Las larvas son relativamente grandes, con las branquias rojizas y los dedos delgados y largos. La hembra (ilustración) tiene una raya central anaranjada en el dorso, aunque también se puede apreciar en larvas muy maduras y en ejemplares jóvenes que ya hayan realizado la metamorfosis.  
Se alimenta de diversos invertebrados acuáticos aunque cuando convive con larvas de tritón palmeado (Lissotriton helveticus) se alimenta de invertebrados mayores. Habita en bosques y campos, siempre cerca de zonas acuáticas. Normalmente, no se encuentra a más de 1000 m s. n. m. aunque en el Pla de la Calma (Barcelona) rebasa los 1200 m s. n. m. y en las Lagunas de Neila (Burgos) y en las lagunas de Peñalara (Madrid) los 1800 m s. n. m. El índice de mortalidad en las carreteras es elevado.[cita requerida]